# Potížista
Potížista (v originále En liberté !) je francouzská detektivní a romantická komedie z roku 2018, který režíroval Pierre Salvadori podle vlastního scénáře. Snímek měl světovou premiéru na filmovém festivalu v Cannes v sekci Quinzaine des réalisateurs dne 14. května 2018.

## Děj
Yvonne Santi je vdova po policejním poručíkovi. Zjistí, že její bývalý muž, považovaný za hrdinu, byl zkorumpovaný a bezskrupulózní. Yvonne se setkává s nespravedlivě odsouzeným Antoinem.

## Obsazení
| Adèle Haenel         | policejní poručík Yvonne Santi   |
| Pio Marmaï           | Antoine Parent                   |
| Vincent Elbaz        | policejní kapitán Jean Santi     |
| Damien Bonnard       | Louis, přítel Yvonne             |
| Audrey Tautou        | Agnès Parent                     |
| Octave Bossuet       | Théo, syn Yvonne a Jeana Santiho |
| Norbert Ferrer       | kuchař v restauraci La Marée     |
| Jean-Louis Barcelona | psychopat                        |
| Hocine Choutri       | Mariton                          |
| Alexandre Marouani   | taxikář                          |
| Olivier Charasson    | starosta                         |
| Bruno Gerbi-Doublier | obviněný                         |
| Bruno Chapelle       | Guérin                           |
| Sylvain Fraselle     | řidič autobusu                   |
| Sylvain Katan        | přepadený trafikant              |

## Ocenění
- Filmový festival v Cannes: Cena SACD, sekce Quinzaine des réalisateurs
- Lumières: nejlepší scénář (Benjamin Charbit, Pierre Salvadori a Benoît Graffin); nominace v kategoriích nejlepší filmová hudba (Camille Bazbaz), nejlepší režie (Pierre Salvadori)
- César: nominace v kategoriích nejlepší film, nejlepší režie (Pierre Salvadori), nejlepší herec (Pio Marmaï), nejlepší herečka (Adèle Haenel), nejlepší herec ve vedlejší roli (Damien Bonnard), nejlepší herečka ve vedlejší roli (Audrey Tautou), nejlepší původní scénář (Pierre Salvadori, Benoît Graffin a Benjamin Charbit), nejlepší střih (Isabelle Devinck), nejlepší původní hudba (Camille Bazbaz)